# Die Lessing-Legende
Die Lessing-Legende ist ein Buch von Franz Mehring. Es erschien erstmals 1893 und ist die erweiterte Fassung der vorab 1891/92 im Feuilleton der Neuen Zeit erschienen Texte. Es war „[s]einer lieben Frau Eva Mehring[,] der treuen Gefährtin in Arbeit und Kampf“ gewidmet.

## Inhalt
Das Buch thematisiert zum einen die Legendenbildung durch Lessings Rezipienten hinsichtlich seines Bildes vom Preußensstaat unter Friedrich II. und betreibt zum anderen – deutlich umfangreicher – die Entmystifizierung des Preußischen Staats als einen fürsorglich-humanistischen. Lessing habe weder König noch Staat bewundert, sondern den „friderizianischen Despotismus“ gehasst und literarisch bekämpft. Den dritten Legendenzweig, die „eigentliche Lessing-Legende“ stellt die Symbiose beider dar. Dass Mehrings Augenmerk auf einer Abrechnung mit dem Feudalstaat liegt, wird bereits durch den ab der zweiten Auflage geänderten Untertitel deutlich: „Zur Geschichte und Kritik des preußischen Despotismus und der klassischen Literatur“. In der ersten Auflage hieß es noch: „Eine Rettung, nebst einem Anhang über den historischen Materialismus“.

Lessing wird darüber hinaus marxistisch interpretiert und zum Vorkämpfer des Proletariats gemacht.

## Rezeption
Friedrich Engels schreibt in einem Brief vom 14. Juli 1893 an Mehring: „Im übrigen kann ich von dem Buch nur wiederholen, was ich schon von den Artikeln, als sie in der ‚N[euen] Z[eit]‘ erschienen, wiederholt gesagt habe: Es ist bei weitem die beste Darstellung der Genesis des preußischen Staats, die existiert, ja ich kann wohl sagen, die einzig gute, in den meisten Dingen bis in die Einzelheiten hinein richtig die Zusammenhänge entwickelnde. Man bedauert nur, daß Sie nicht auch gleich die ganze Weiterentwicklung bis auf Bismarck haben mit hineinnehmen können, und hofft unwillkürlich, daß Sie dies ein andermal tun und das Gesamtbild im Zusammenhang darstellen werden vom Kurfürsten Friedrich Wilhelm bis zum alten Wilhelm.“ (MEW, Bd. 39, S. 96–101)
Axel Schmitt meint: „Mehrings Werk darf mit Recht als das Standardwerk der marxistischen Lessing-Interpretation bezeichnet werden.“

## Ausgaben
- Franz Mehring: Die Lessing-Legende – neu und revidiert herausgegeben von Hans Mayer Mundus Verlag, Basel 1946. Es fehlen die Auseinandersetzungen Mehrings mit zeitgenössischen Historikern und Literaturhistorikern.
- Franz Mehring: Die Lessing-Legende. Dietz, Berlin 2013, ISBN 978-3-320-02291-4.